# クロスバースイッチ

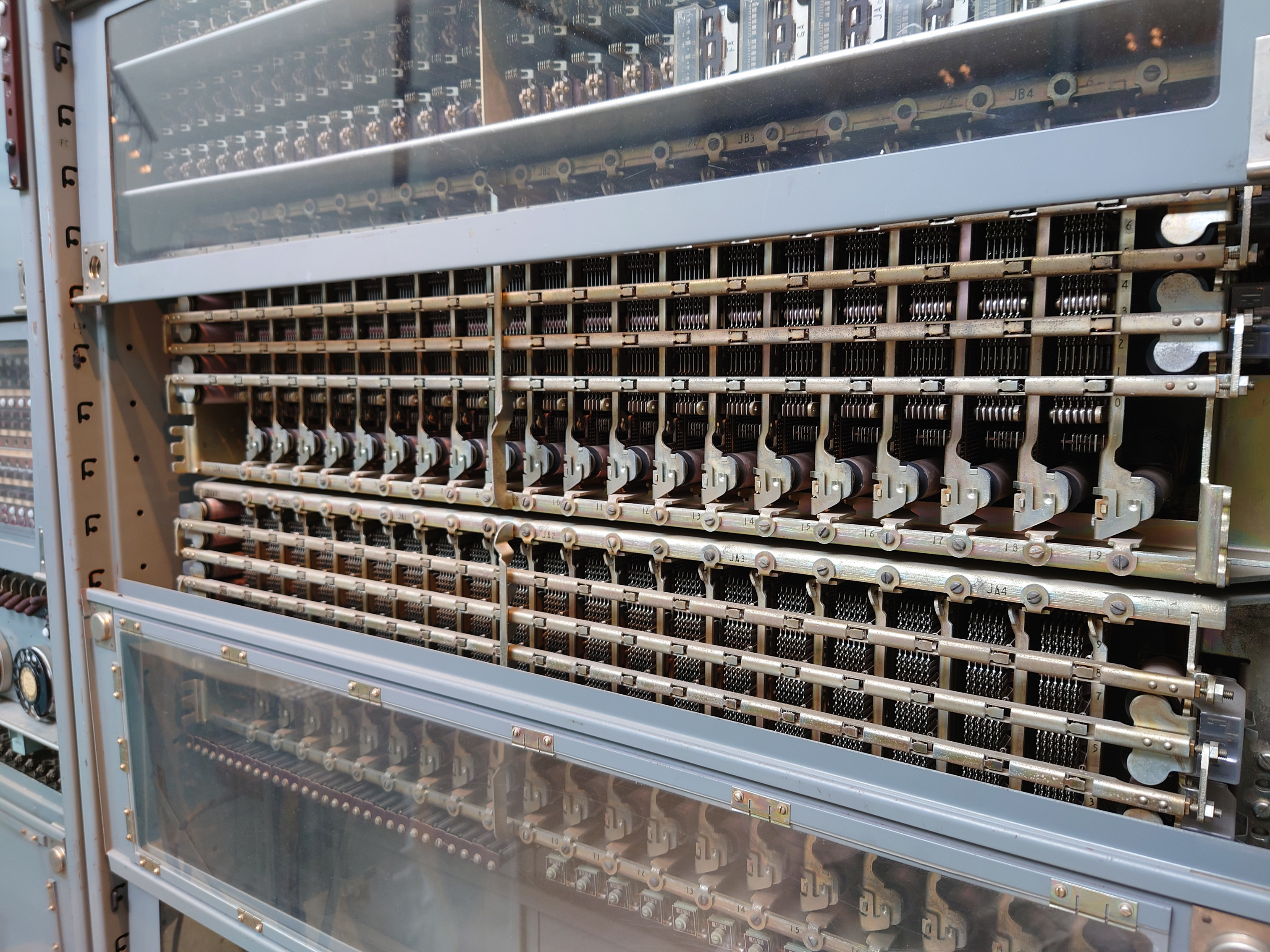
クロスバースイッチ

クロスバースイッチは、縦方向に並行した複数の通信路と横方向の同様な通信路の交点にスイッチを設け、これらのスイッチ群を制御することで、対向する通信路との専有経路を動的に構築する構造である。クロスバー電話交換機で金属棒が交差している状況から「クロスバー」スイッチと呼ばれるようになった。
このスイッチは、主に以下のような機器で使用されている。
- クロスバー電話交換機で使われるスイッチ
- スイッチングハブに使われるスイッチングアレイ
- マルチプロセッシングでのプロセッサ間通信(Inter Processor Communication)に使われるスイッチ

## クロスバー交換機

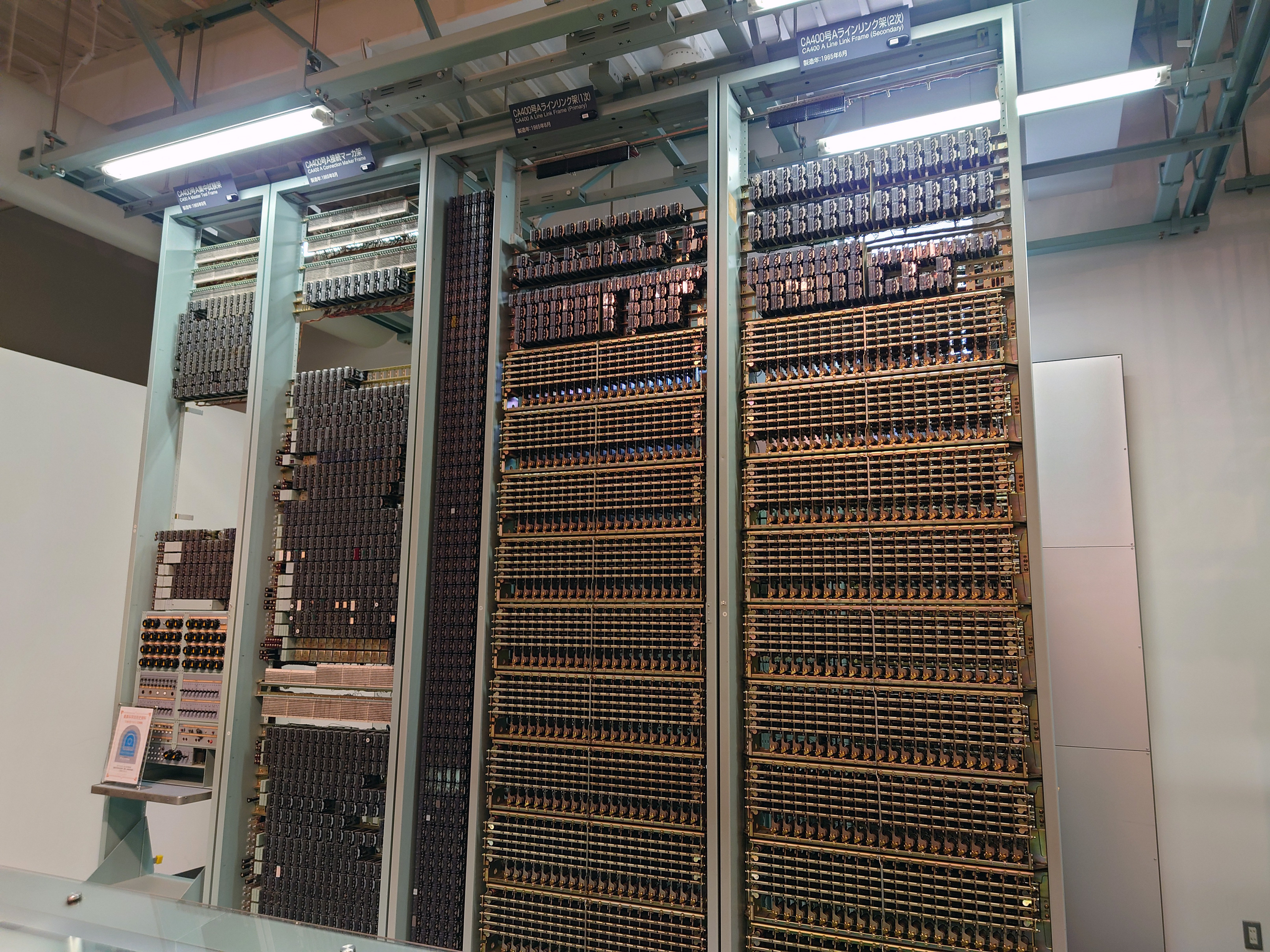
クロスバー交換機ラインリンク架 (電電公社CA400号)

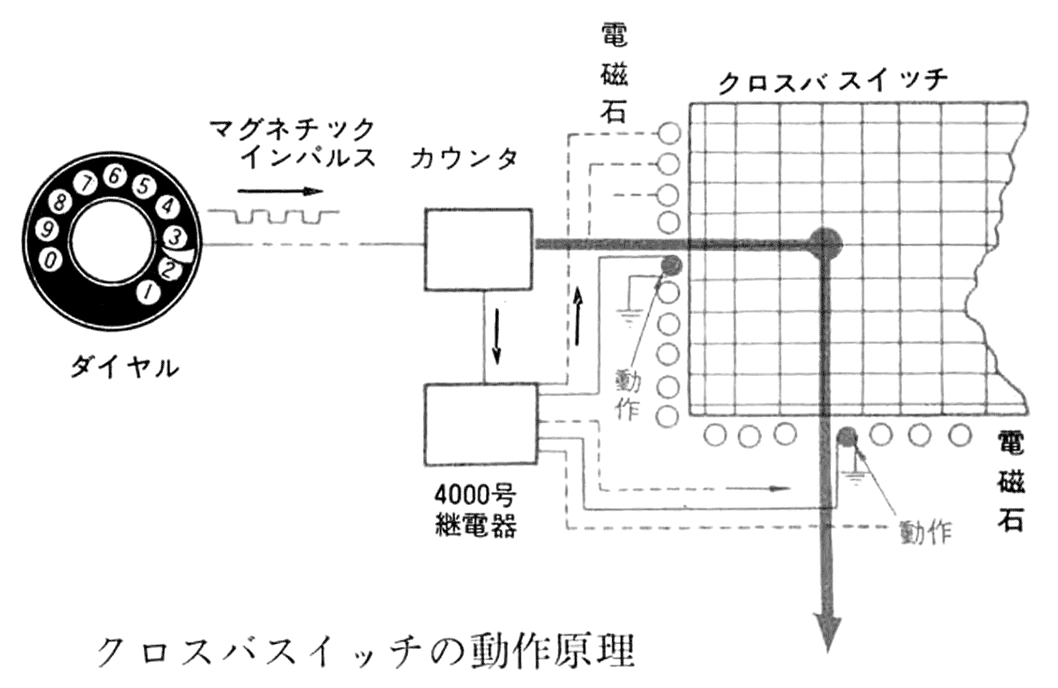
クロスバースイッチの動作原理

クロスバー交換機は、電話網においてクロスバースイッチを用いる自動電話交換機である。電話通信に携わる者を中心に「クロスバ交換機」とも表記された。

### 歴史
1926年にスウェーデンでエリクソン製のものが世界で初めて使用開始された。1938年にアメリカ合衆国のベルシステムによって完成された1XB（1号クロスバー交換機）が都市ブルックリンで実用化された。これが当時のアメリカ電気学会 (AIEE) 誌で発表されると日本の技術者も注目し始めた。
日本では1955年に日本電信電話公社（電電公社）が群馬県の高崎局、安中局、倉賀野局においてアメリカ合衆国のケロッグ社 (Kellogg Switchboard and Supply Company) 製7号クロスバー交換機を試験的に導入し、運用を開始した。特に日本ではステップ・バイ・ステップ交換機が普及していたことから、この既存設備からの移行が容易なクロスバー交換機を開発する必要があった。1953年より郵政省電気通信研究所と日本電気が日本国内での製品化に向けて共同開発を進め、1956年に栃木県の三和局へ導入された第二種クロスバー自動交換機（後のC2形）を始めに、改良と並行して他の電話局にも順次導入された。
市内系だけでなく市外系（中継交換）でも使われた。1995年3月24日、宮崎県の木城交換所で最後の運用を停止し、制御部にコンピュータを用いた電子交換機に置き換えられた。

### 特徴
ステップ・バイ・ステップ交換機と比較して、クロスバースイッチは交点がダイヤルパルスに縛られることもなく接点数を増やすことができ、摺動部分も無いことから次のことが可能となった。
- 伝送路の有効利用で、市外通話ダイヤル自動即時化が可能となった。
- 通話料金の広域時分制が可能となった。
- 制御回路の配線を変更することで、付加機能の変更が可能である。
- 電話機側のダイヤルの高速化が可能となり、日本ではそれまでの10pps(パルス毎秒)のものから、20ppsの物が採用された。ただし、10ppsの電話機も従来通り接続できる。
- プッシュ交換化(DTMF対応)が可能となった。

制御方式は布線論理（ワイヤードロジック）であり、全ての動作ロジックはハードウェアで決定されている。ダイヤルパルス・DTMFなどの電話番号情報のアナログ信号を一時的に記憶し、共通制御回路で通話路制御などを行っている。
料金・サービスなどの変更の際、全ての交換機の配線変更が必要で、非常に時間と手間とがかかるものであった。

### 日本のクロスバー交換機形式

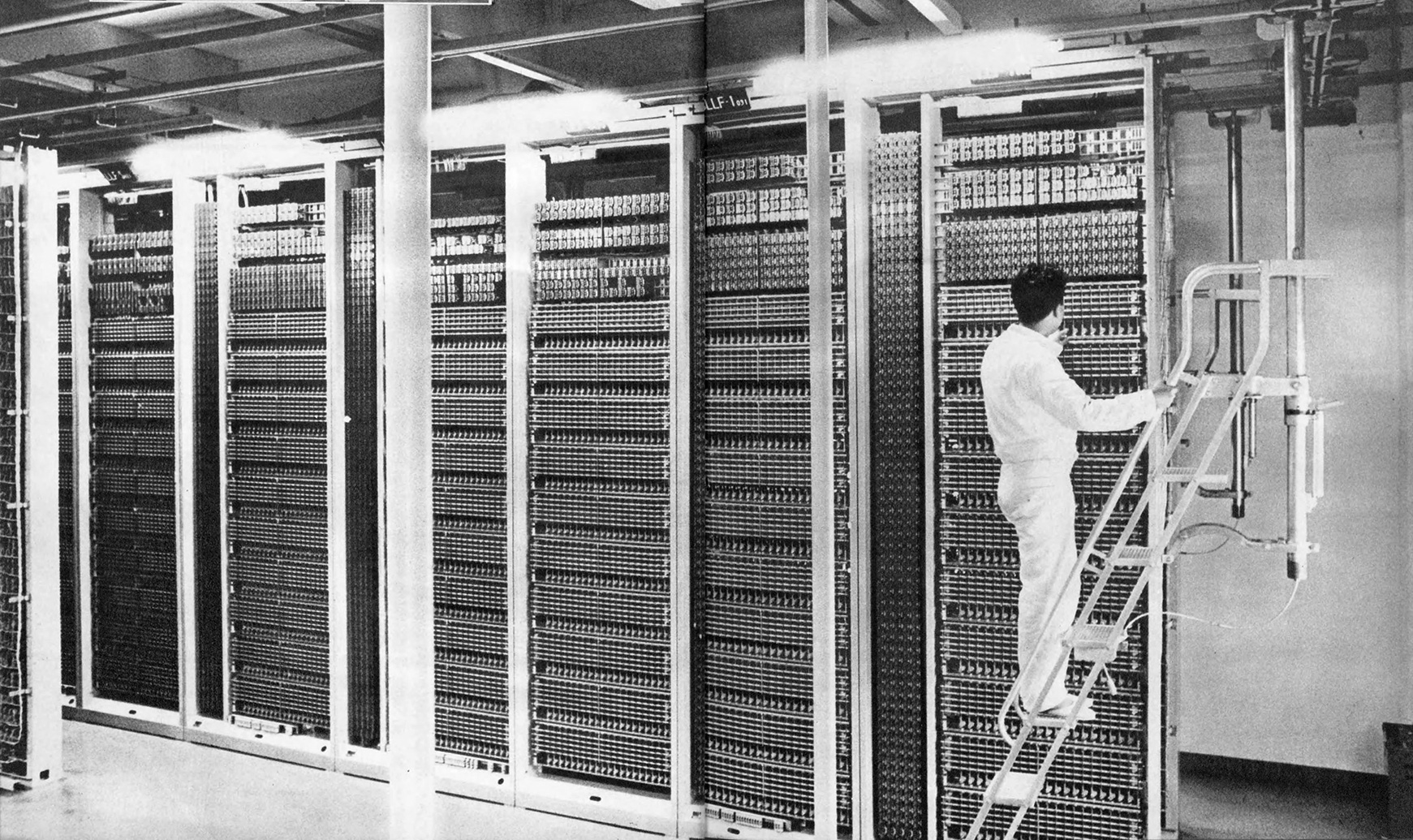
東京・西大森局のC400形クロスバー交換機

日本では日本電信電話公社がクロスバー交換機の仕様を標準化し、複数の電機メーカーが部品単位で製造していた。形式はC1からC4が加入者線交換機（端局相当）、C5からC8が中継線交換機（集中局相当）、C9は特番受付用で、その中でも接続方式によって分かれている。これらは1960年代にかけて高密度化、低廉化、建設や運用の容易化、プッシュ式ダイヤルなどの新サービスへの対応のため改良が続けられた。
初期のクロスバー交換機は導入費用がステップ・バイ・ステップ交換機に劣っていたため、1965年にC400形が開発されるまで、加入者数が多い都市圏への導入は進まなかった。
1963年12月から電電公社と電機メーカー4社が共同開発したC400形クロスバー交換機は、優れた経済性から市内電話交換機の完成形とされ、1966年3月に西大森局で使用開始、その後は標準形として全国的に導入された。
| 機種 | 適用階梯 | フレーム | フレーム | 最大収容加入者数 または 最大トラヒック容量 |
| 機種 | 適用階梯 | 線式     | 段       | 最大収容加入者数 または 最大トラヒック容量 |
| ---- | -------- | -------- | -------- | ------------------------------------------ |
| C1   | 加入者   | 2        | 1(2)     | 240                                        |
| C2   | 加入者   | 2        | 2        | 端局800 従局1000                           |
| C3   | 加入者   | 2        | 4        | 5320                                       |
| C4   | 加入者   | 2        | 3        | 1000以上                                   |
| C5   | 中継     | 2        | 2        | 13600HCS                                   |
| C6   | 中継     | 2        | 4        | 60000HCS                                   |
| C7   | 中継     | 4        | 2        |                                            |
| C8   | 中継     | 4        | 4        | 120000HCS                                  |
| C9   | 特殊     | 2        | 2        |                                            |

| 機種 | 最大端子数 | 総呼量   | 総呼量 | 加入者呼量  | 加入者呼量 |
| 機種 | 最大端子数 | アーラン | HCS    | アーラン    | HCS        |
| ---- | ---------- | -------- | ------ | ----------- | ---------- |
| C11  | 192×2      | 16×2     | 16×2   | 0.083       | 3          |
| C22  | 800        | 67       | 2400   | 0.083       | 3          |
| C460 | 12600      | 538      | 19360  | 0.044～0.21 | 1.59～7.56 |
| C400 | 61440      | 2752     | 66072  | 0.045～0.27 | 1.62～9.68 |